# 葛雷格·穆荷蘭
葛雷格·穆荷蘭（Greg Mulholland，1970年8月31日—）是一位英格蘭政治人物，他的黨籍是自由民主黨。自2005年開始，他擔任西北利茲選區選出的英國下議院議員。他出生在曼徹斯特，畢業於約克大學。